# Rocksteady
Rocksteady je glazbeni žanr korijenima s Jamajke na kojoj je nastao oko 1966. godine. Nasljednik je ska i prethodnik reggaea. Prevladavao je na Jamajci dvije godine. Izvodili su ga mnogi glazbenici koji su pomogli uspostaviti reggae. Na primjer, mnogi harmonijski sastavi poput The Techniquesa, The Righteous Flamesa i The Gayladsa, pjevači poput Delroya Wilsona, Phyllis Dillon i Roya Shirleya, glazbenici poput Jackieja Mittooa, Tommyja McCooka i Lynna Taitta. Izraz rocksteady dolazi iz popularnog sporijeg plesnog stila koji se spominje u pjesmi Altona Ellisa Rocksteady koja je odgovarala novom zvuku. Neke rocksteady skladbe postale su uspješnice izvan Jamajke, kao i sa ska, pomažući osigurati međunarodnu osnovicu reggae glazbi music koju ima danas. Nekoliko je čimbenika koji su pridonijeli preoblikovanju rocksteadyja u reggae.

## Vanjske poveznice
- Rocksteady: The Roots of Reggae (dokumentarac iz 2009.  Arhivirana inačica izvorne stranice od 14. veljače 2018. (Wayback Machine) (eng.)
- The History of Jamaican Music: Rock Steady  Arhivirana inačica izvorne stranice od 11. veljače 2006. (Wayback Machine), ReggaeTrain.com (eng.)
- The History of Jamaican Music 1959-1973 (eng.)